# دجايلي أمادو أمال
دجايلي أمادو أمال هي من شعب الفولاني، من مواليد ديامار في منطقة أقصى الشمال في الكاميرون كاتبة في الكاميرون، وناشطة نسوية.

## الحياة
نشأت في المدينة الرئيسية في المنطقة، مروا. الأعمال العظيمة هي تكتب عن ثقافة شعب الفولاني وتستكشف المشاكل الاجتماعية ذات الطبيعة المعاصرة والتقليدية. يواجه عملها مشاكل النساء في مجتمع فولاني، فضلاً عن المشاكل الاجتماعية في منطقتها، منطقة الساحل، ولا سيما التمييز ضد المرأة. بعض رواياتها هي ولانده، وهي عبارة عن كلمة «الفالفالد» للوحدة الزوجية، وتتناول مسألة تعدد الزوجات بين الفولاني الذين يمارسون عادة تعدد الزوجات. تروي ويلاندي قصة أربع زوجات تنازلت عن «فن تقاسم الزوج».
دجالي أمادو أمل متزوجة من حمدو بابا، وهو مهندس من منطقة الكاميرون الشمالية، وكاتب تحت الاسم المستعار باداديجي هورورتو في مقال تم التوقيع عليه في صحيفة ديلي نيو اكسبريس، في اليوم التالي للتمييز الوطني الذي تم تلقيه من رئيس الدولة الكاميروني، قال إنها الشخصية الأكثر أهمية التي ولدها سبنتريون الأصلي على الإطلاق. وقد أتخد الزوجان قرار الإقامة في دوالا، على الساحل الساحلي للبلاد.

## السيرة الذاتية
في أغسطس 2016، شمله قرار من وزير الثقافة والفنون في اللجنة التنظيمية للمهرجان الوطني للفنون والثقافة (FENAC)، الذي سيعقد في ياوندي في نوفمبر من نفس العام. بمناسبة هذا الحدث، خلال حفل الافتتاح، ستحصل على درجة عالية من فارس وسام القيم، وهو مرسوم رئيس دولة الكاميرون، معالي بول بيا. في العام التالي، سيتم انتخابها لمجلس إدارة سوسيلدرا (المجتمع المدني لحقوق المؤلفين في الأدب والفنون الدرامية).

## روابط خارجية
- Biography in Africultures
- Interview with Djaili Amadou Amal, Ouest-France
- Djaili Amadou Amal across in France
- Djaïli Amadou Amal in Actualité de l'édition et du livre en Afrique